# Koruptor
Koruptor lub W szponach korupcji (oryg. The Corruptor) – amerykański film akcji z 1999 roku w reżyserii Jamesa Foleya.
Do 16 maja 1999 roku film zarobił 15 156 200 dolarów w Stanach Zjednoczonych.

## Fabuła
Akcja filmu toczy się w czasach współczesnych w Chinatown w Nowym Jorku w Stanach Zjednoczonych. Chińska mafia toczy wojnę z konkurencyjnym gangiem. Nowojorska policja stara się utrzymywać porządek w mieście. Poważną rolę odgrywa jednostka do zwalczania przestępczości azjatyckiej, która jest kierowana przez chińskiego detektywa, jego pomocnikiem jest młody policjant-idealista.

## Obsada
Źródło: Filmweb

- Chow Yun Fat – Lt. Nick Chen
- Mark Wahlberg – Danny Wallace
- Ric Young – Henry Lee
- Paul Ben-Victor – Schabacker
- Jon Kit Lee – Jack
- Andrew Pang – Willy Ung
- Elizabeth Lindsey – Louise Deng
- Byron Mann – Bobby Vu
- Kim Chan – Benny Wong
- Bill MacDonald – Vince Kirkpatrick
- Susie Trinh – Amy San
- Tovah Feldshuh – Margaret Wheeler
- Brian Cox – Sean Wallace
- Alice Poon – Masseuse
- Marie Matiko – May
- Lucille Soong – podstarzały imigrant
- Arthur Lo – mężczyzna na ulicy
- Beau Starr – kapitan Stan Klein
- Karen Huie – kobieta w burdelu
- Jason Ting – młody chłopiec
- Tim Progosh – lokaj
- Pak-Kwong Ho – Phan Ho
- Byron Lawson – wysoki dzieciak
- Chuck Scarborough – on sam – reporter telewizyjny
- Mark Williams – miejscowy kapitan
- LeRoy Allen – strażnik
- Frank Pellegrino – duży agent
- Olivia Yap – Tai
- Alice Lee Chun – przerażona kobieta
- Mike Jung – lekarz
- Howard Hoover – mniejszy agent
- Lynda Chiu – Kim
- Simon B. Cotter – prawnik
- Ho Chow – Black Eyes
- Tig Fong – strażnik